# Грузијско народно позориште
41° 42′ 4.7″ N 44° 47′ 46.2″ E / 41.701306° С; 44.796167° И
Грузијско народно позориште (груз. თბილისის ოპერისა და ბალეტის სახელმწიფო აკადემიური თეატრი) је зграда опере која се налази у Тбилисију у Грузији. Основана је 1851. године. Представља главну зграду опере Грузије и једна је од најстаријих таквих установа у источној Европи.
Позориште се од 1896. године налазило у егзотичној згради псеудомаварског стила коју је прво изградио Виктор Шротер, истакнути архитекта немачког балтичког порекла. Иако је у својој декорацији и стилу дефинитивно оријентални, изглед зграде и главна дворана типична су европска зграда опере. Од свог оснивања, позориште је погодило неколико пожара и санирано је под совјетским и грузијским вођством; најновија рестаурација завршена је у јануару 2016, након што је трајала шест година и коштала је око 40 милиона америчких долара, коју је донирала грузијска пословна фондација.
Зграда опере једна је од средишта културног живота у Тбилисију и некада је била кућа Захарија Палијашвила, грузијског националног композитора, чије име ова институција носи од 1937. године. Позориште опере и балета је, такође, дом државног балета Грузије под вођством међународне познате грузијске балерине Нине Ананјашвили. Последњих година домаћин је оперним звездама попут Монсерат Кабаље и Хосеа Карераса, а истовремено је био и традиционално место за национална славља и председничке инаугурације.

## Порекло и друштвено-политичка подлога
Оснивање тбилисовске царске опере било је уско повезано са бурним политичким процесима у Грузији након анексије земље руском империјом 1801. У првој половини 19. века, Грузија је остала слабо интегрисани део царства. Незадовољна руском политиком, грузијска аристократија је 1832. године покренула заверу против локалних руских власти, што је откривено и проистицало вишеструким хапшењима и репресијама у наредним годинама. У жељи да помири грузијско мишљење, с обзиром на ове дуготрајне тешкоће, нови вицекраљ Кавказа, гроф Михаил Воронцов, спровео је бројне културне иницијативе, од којих је једна била оснивање опере. Декларисана сврха њеног успостављања била је корист јавном благостању, али је такође послужила важном политичком циљу потпуне интеграције локалне грузијске аристократије у царски друштвени живот, одвлачећи их од било каквих даљих антируских завера.
Да би удовољио Грузинима, Воронтсов је направио позоришне представе на грузијском језику и урадио је све што је Санкт Петербург дозволио како би победио мештане. Ова врста напора била је посебно релевантна у светлу текуће Шамилове побуне на Северном Кавказу, што је навело неке Русе да грузијске аристократе виде као једину ограду која штити руске, јужне, царске границе. Помирљиви напори Воронтсова нису прошли без полемике, јер нису сви Руси били одушевљени не-руским доприносима културном развоју града; неки су се противили производњи на грузијском језику и померали су их у различите дане, пре него што су претходили редовним оперним представама као што је и до тада учињено.
Темељи грузијског националног позоришта, за оперу и балет из Тбилисија, постављени су 15. априла 1847. године. Италијански архитекта, који је дошао у Тбилисији из Одесе, ангажован је да надгледа пројекат. Изградња је завршена 1851. године. Унутрашњост позоришта украсио је паришки дизајнер, користећи обојени баршун, златне и сребрне детаље и скупу свилу. Лустер тежак 1.218 килограма (1.685 фунти), нераспоређен у 12 великих кутија, отпремио је пароброд из Марсеља. Руски сликар Григориј Гагарин креирао је уметничка дела за позориште и његову прву завесу. Другу завесу је дизајнирао Серго Кобуладзе 1950-их. Воронтсов је за првог позоришног редитеља поставио Владимира Сологуба.

## Отварање и прве представе
Позориште је, 12. априла 1851, одржало своје свечано отварање, којем је присуствовало високо друштво Тбилисија. Како позоришна бина још није била завршена, позориште је уместо тога држало бал под маскама и добротворно прикупљање средстава за женски колеџ Света Нина.
Неколико месеци касније, популарни паришки лист енгл. L'Illustration (25. октобра 1851) посветио је велики чланак сликама у позоришту. Аутор је написао: ,,Ово је једино позориште у граду, чија унутрашњост је у потпуности у мавроском стилу, и несумњиво је једна од најелегантнијих, најлепших и најфасцинантнијих позоришних конструкција, коју је човек замислио".
У пролеће 1851. године, позоришни редитељ је позвао италијанску оперну трупу, која је била на турнеји по руској империји, да наступи у Тбилисију. Италијани су  путовали кочијом из Новочеркаска, али су се разболели и исцрпили док су се кретали кавкаским планинама. Док су стигли до Ставропоља, на југу Русије, изгубили су стрпљење и одбили су да наставе пут према Тбилисију. Ипак су наставили, често застајући да би се одморили док су путовали грузијским војним аутопутем, пре доласка у Тиблиси, 9. октобра 1851.
Месец дана касније, прва позоришна сезона званично је отворена у Тбилисију са енгл. Lucia di Lammermoo, Гаетана Доницетиа. Након спектакла, који је доживео велики успех, домаћини су повели групу на леву обалу реке Куре, где су људи славили на бродовима читаву ноћ.
Италијани су током три месеца извели дванаест различитих оперних представа. Као последица тога, оркестар је обогаћен новим инструментима и музичким композицијама. Страни извођачи оркестра дошли су у Тбилиси и неки су се ту настанили.

## Пожар и реконструкција
Пожар је избио 11. октобра 1874. године, пред извођење Норме, Винченца Белинија. Иако је ватрогасна бригада била преко пута, ватрогасци испрва нису реаговали и нису донели мердевине, што је довело до огорчења и оптужби да је пожар био намеран. Позориште је потпуно уништено, укључујући богату музичку библиотеку, костиме, сценографију, реквизите и све Гагаринове слике.
Направљени су планови за обнову позоришта, након којих су одлучили да наставе сезону Летњег позоришта која је, 27. децембра, отворена извођењем опере Норма.
Град је отворио конкурс за нови архитектонски дизајн. Победник је био Виктор Шротер, архитекта немачког порекла из Санкт Петербурга. За почетак изградње новог позоришта требало је много година, током којег су се понављала одлагања, а пројекат није званично одобрио гувернер велики кнез Михаил Николајевич до 1880. Чак и након што је изградња започела, понекад би се опет зауставила.
Позориште је коначно поново отворено 1896. године.

## 20. век
Године 1937. позориште је преименовано у част Захарија Палијашвилија, једног од грузијских националних композитора. Нереди и дестабилизација у Грузији деведесетих година утицали су на позориште у Тбилисију, као и многим другим земљама. Влада није могла да обезбеди довољно ресурса за функционисање позоришта: то је спречило стварање нових сценографија и костима, регрутовање уметника и одржавање ионако оштећене зграде. Након револуције ружа, међутим, новоизабрана влада је побољшала ситуацију у опери као део својих реформи у култури.